# Taguküla laid
Taguküla laid est une île d'Estonie en mer Baltique.